# 沙登贝格
沙登贝格是奥地利上奥地利州谢尔丁县的一个市镇。总面积32平方公里，总人口2306人，人口密度72.1人/平方公里（2005年）。